# Telecom 2A
O Telecom 2A foi um satélite de comunicação geoestacionário francês construído pela Matra Marconi Space. Ele esteve localizado na posição orbital de 3 graus de longitude leste e era operado inicialmente pela France Telecom e posteriormente pela Eutelsat, empresa com sede em Paris. O satélite foi baseado na plataforma Eurostar-2000 e sua expectativa de vida útil era de 10 anos. O mesmo saiu de serviço em outubro de 2005 e foi enviado para uma órbita cemitério.

## História
A segunda geração de satélites Telecom estreou em 16 de dezembro de 1991 com o Telecom 2A e foi seguido em 15 de abril de 1992 pelo Telecom 2B. Esta nova série de satélites mais poderosos foi projetado e fabricado conjuntamente pela Matra Marconi Space e Alcatel Space e baseva-se na plataforma da Matra-British Aerospace, a Eurostar-2000 com satélite de 2,0 m × 2,1 m × 2,0 m. A massa em órbita do Telecom 2 é 1380 kg, com uma massa de carga útil de 400 kg. Os painéis solares individuais abrangiam 22 m e proporcionaram um excesso de 3,6 kW, com 2,5 kW disponível para a carga. A vida útil era de 10,25 anos.
O pacote de comunicações da série Telecom 2 incluía dez transponders de 6/4 GHz com quatro peças de reposição para transmissão de telefone e de televisão, seis transponders de 8/7 GHz com três peças de reposição (a carga Syracuse II) para uso militar das Forças Aramadas da França, e 11 transponders de 14/12 GHz com quatro dispositivos para televisão, transmissão de dados e de teleconferência. Quando a constelação Telecom 2 terminaram de ser completada foram implantados em 8 graus oeste, 5 graus oeste, e 3 graus leste. No final de 1994 o Telecom 2A e 2B foram postados em 8 graus oeste e 5 graus oeste, respectivamente. O Telecom 2C foi lançada em 1995 com o Telecom 2D seguido em 1996.
Em julho de 1999 o satélite Telecom 2A foi incorporado à frota da Eutelsat. A parceria entre a France Telecom e Eutelsat durou até o fim da vida útil nominal do satélite, que era previsto para 2004. Este acordo permitiu a Eutelsat assumir os 11 transponders em banda Ku do satélite.

## Posições
- 16 de dezembro de 1991 a abril de 1992, 3° E
- Abril de 1992 a outubro de 2001 a 8º W
- Novembro de 2001 a outubro de 2005, 3° E

## Lançamento
O satélite foi lançado com sucesso ao espaço no dia 16 de dezembro de 1991, por meio de um veículo Ariane-44L H10, lançado a partir do Centro Espacial de Kourou, na Guiana Francesa, juntamente com o satélite Inmarsat-2 F3. Ele tinha uma massa de lançamento de 2.275 kg.

## Capacidade e cobertura
O Telecom 2A era equipado com 10 transponders em banda Ku, 11 em banda C e 5 em banda X que prestavam serviços de telecomunicações à França.